# 大堀亮之介
大堀 亮之介（おおほり りょうのすけ、2001年1月10日 - ）は、広島県出身のプロサッカー選手。アゼルバイジャン・プレミアリーグ・ネフチ・バクー所属。ポジションは、ミッドフィールダー。
Kリーグ時代の登録名は亮之介（ハングル: 료노스케）。

## 略歴
広島出身でジュニアユース、ユースと広島のアカデミーで育った。高校3年時の高円宮杯 JFA U-18サッカープレミアリーグのファイナルでは決勝点をきめて優勝に貢献した。2019年2月、ポルトガル1部のポルティモネンセSCに加入が発表された。
2020年夏にヴィルスリーガのBFCダウガフピルスで選手となった。翌年は中国サッカーリーグのSRC広島に所属。2022年にK2リーグの慶南FCに加入した。2023年SRC広島に復帰し、2024年はリトアニアリーグのFKトランスインベストに加入した。

## 所属クラブ
ユース経歴
- 広島高陽FC
- 2013年 - 2015年  サンフレッチェ広島ジュニアユース
- 2016年 - 2018年  サンフレッチェ広島ユース
- 2019年 - 2020年8月  ポルティモネンセSC U23

プロ経歴
- 2020年8月 - 12月　 BFCダウガフピルス
- 2021年  SRC広島
- 2022年  慶南FC
- 2023年  SRC広島
- 2024年  FKトランスインベスト
- 2025年 -  ネフチ・バクー

## タイトル

### クラブ
サンフレッチェ広島ユース
- 高円宮杯 JFA U-18サッカープレミアリーグWEST（2018年）
- 高円宮杯 JFA U-18サッカープレミアリーグファイナル（2018年）

## 代表歴
- U-17日本代表
  - JENESYS2018日メコン U-17サッカー交流大会（2018年）